# أولاد اعمر (أولاد اعمر)
أولاد اعمر هو دُوَّار يقع بجماعة مفاسيس، إقليم خريبكة، جهة بني ملال خنيفرة في المملكة المغربية. ينتمي الدوّار لمشيخة أولاد اعمر التي تضم دوارين. يقدر عدد سكانه بـ 1544 نسمة حسب الإحصاء الرسمي للسكان والسكنى لسنة 2004.

## روابط خارجية
- البوابة الوطنية للجماعات الترابية
- المندوبية السامية للتخطيط